# Love Never Dies
Ne doit pas être confondu avec Love Never Dies (comédie musicale).
Pour plus de détails, voir Fiche technique et Distribution.
Love Never Dies est un film américain écrit et réalisé par King Vidor, sorti en 1921.

## Synopsis
Le mariage de John Trott et Tilly Whaley est annulé lorsque le père de Tilly apprend la mauvaise réputation de Liz Trott, qu'il croit être la mère de John. Comme John croit que Tilly est retournée chez elle de son propre chef, il quitte leur petit bourg de Caroline du Nord pour travailler à la ville et il y devient riche. Pendant ce temps, M. Whaley pousse sa fille, qui croit John mort dans un accident de train, à épouser Joel Eperson. En visite à Ridgeville, John découvre que Tilly pense toujours à lui, mais il décide de quitter néanmoins la ville. Joel lui aussi se rend compte des sentiments de sa femme et se suicide. John et Tilly sont réunis, avec les bénédictions de tous, Liz Trott n'étant liée d'aucune façon à John.

## Fiche technique
- Titre original : Love Never Dies
- Réalisation : King Vidor
- Assistant : Lewis Milestone
- Scénario : King Vidor, d'après "The Cottage of Delight" de William Nathaniel Harben
- Photographie : Max Dupont
- Production : King Vidor
- Société de production : King W. Vidor Productions
- Société de distribution : Associated Producers
- Pays d'origine :  États-Unis
- Langue originale : anglais
- Format : Noir et blanc - 35 mm - 1,37:1 - Muet
- Genre : Drame
- Durée : 60 minutes (7 bobines)
- Date de sortie :
  - États-Unis : 14 novembre 1921
- Licence : Domaine public

## Distribution
- Lloyd Hughes : John Trott
- Madge Bellamy : Tilly Whaley
- Joseph Bennett : Joel Eperson
- Lillian Leighton :  Mme Cavanaugh
- Fred Gamble :  Sam Cavanaugh
- Julia Brown : Dora Boyles
- Frank Brownlee : Ezekiel Whaley
- Winifred Greenwood : Jane Holder
- Claire McDowell : Liz Trott